# Furniture and Decorative Arts District
Il Furniture and Decorative Arts District è un quartiere della Downtown di Los Angeles.
Il quartiere, che si estende su una superficie di 5 miglia quadrate, è circondato dal L.A Mart a nordovest, da Central Avenue ad est e da Florence Avenue a sud. È un quartiere appena designato e dedicato al settore dell'arredamento e sono presenti centinaia di produttori di mobili che vendono di solito all'ingrosso.
A nord del quartiere si trova il L.A. Mart un'imponente struttura dove sono presenti più di 300 showroom e 150 espositori temporanei.